# Rhona Mitra
Rhona Natasha Mitra (Paddington, 1976. augusztus 9. –) brit színésznő, énekesnő és modell.
Pályafutását modellként kezdte, 1997 és 1998 között róla mintázták Lara Croft alakját a kapcsolódó videójátékokban. Ezt követően olyan sorozatokban szerepelt, mint az Ötösfogat (1999–2000), az Ügyvédek (2003–2004), a Boston Legal – Jogi játszmák (2004–2005) és a Kés/Alatt (2005). A 2010-es évek során feltűnt a Válaszcsapás (2012–2013), Az utolsó remény (2014–2015) és a Supergirl (2018) című sorozatokban is.
Fontosabb filmjei közé tartozik az Ali G Indahouse (2002), a Végítélet (2008) és az Underworld – A vérfarkasok lázadása (2009).  

## Filmográfia

### Film
| Év   | Magyar cím                          | Eredeti cím                      | Szerep                       | Magyar hang        |
| ---- | ----------------------------------- | -------------------------------- | ---------------------------- | ------------------ |
| 1997 | Eddie Izzard: Dicsőséges            | Eddie Izzard: Glorious           | Groupie                      |                    |
| 1998 | Egy kölyök Aladdin udvarában        | A Kid in Aladdin's Palace        | Seherezádé                   | Kisfalvi Krisztina |
| 1998 | A krupié                            | Croupier                         | lány marihuánás cigarettával |                    |
| 1998 |                                     | Monk Dawson                      | Mollie Jolliffe              |                    |
| 1999 |                                     | How to Breed Gibbons (rövidfilm) | Juliet                       |                    |
| 1999 | Beowulf – A sötétség harcosa        | Beowulf                          | Kyra                         | Biró Anikó         |
| 2000 | Árnyék nélkül                       | Hollow Man                       | Sebastian szomszédja         | nem szólal meg     |
| 2000 | Get Carter                          | Get Carter                       | Geraldine                    | Horváth Lili       |
| 2000 | Get Carter                          | Get Carter                       | Geraldine                    | Sallai Nóra        |
| 2002 | Ali G Indahouse                     | Ali G Indahouse                  | Kate Hedges                  | Solecki Janka      |
| 2002 | Ali G Indahouse                     | Ali G Indahouse                  | Kate Hedges                  | Csondor Kata       |
| 2002 | Mindenütt nő                        | Sweet Home Alabama               | Tabatha Wadmore-Smith        | Horváth Lili       |
| 2003 | David Gale élete                    | The Life of David Gale           | Berlin                       | Fullajtár Andrea   |
| 2003 | Túl közeli rokon                    | Stuck on You                     | bombanő a buszmegállóban     |                    |
| 2004 | A gázoló                            | Highwaymen                       | Molly Poole                  | Bognár Gyöngyvér   |
| 2006 | Vérfarkasok                         | Skinwalkers                      | Rachel Talbot                | Solecki Janka      |
| 2007 | A 23-as szám                        | The Number 23                    | Laura Tollins                |                    |
| 2007 | Orvlövész                           | Shooter                          | Alourdes Galindo             | Kocsis Mariann     |
| 2008 | Végítélet                           | Doomsday                         | Eden Sinclair                | Pikali Gerda       |
| 2009 | Underworld – A vérfarkasok lázadása | Underworld: Rise of the Lycans   | Sonja                        | Peller Mariann     |
| 2009 |                                     | Separation City                  | Katrien Becker               |                    |
| 2009 | Lopott életek                       | Stolen                           | Barbara Adkins               | Kisfalvi Krisztina |
| 2010 |                                     | Reuniting the Rubins             | Andie Rubin                  |                    |
| 2014 | Kéjlak                              | The Loft                         | Allison Vanowen              | Németh Borbála     |
| 2016 | Tökéletes célpont 2.                | Hard Target 2                    | Sofia                        | Bognár Gyöngyvér   |
| 2018 |                                     | Game Over, Man!                  | Erma                         |                    |
| 2018 |                                     | The Fight                        | Amanda                       |                    |
| 2019 |                                     | The Other Me                     | Martha                       |                    |
| 2020 | Teremtőm                            | Archive                          | Simone                       | Bertalan Ágnes     |
| 2020 |                                     | Skylines                         | Dr. Mal                      |                    |
| 2024 |                                     | Shadow Land                      | Rachel Donnelly              |                    |
| 2024 | Harcban a rendszerrel               | Hounds of War                    | Selina                       | Erdős Borcsa       |

### Televízió
| Év        | Magyar cím                   | Eredeti cím                       | Szerep                    | Megjegyzések                                     |
| --------- | ---------------------------- | --------------------------------- | ------------------------- | ------------------------------------------------ |
| 1995      |                              | Ghostbusters of East Finchley     | Cass                      | 1 epizód                                         |
| 1996      |                              | The Bill                          | Sarah Wickes              | 1 epizód                                         |
| 1997      |                              | Lust for Glorious                 | La Dame Française         | tévéfilm                                         |
| 1997      |                              | The Man Who Made Husbands Jealous | Flora Seymour             | minisorozat                                      |
| 1999–2000 | Ötösfogat                    | Party of Five                     | Holly Marie Beggins       | visszatérő szereplő (12 epizód)                  |
| 2000      |                              | Secret Agent Man                  | Lacey Sullivan            | 1 epizód                                         |
| 2000–2001 |                              | Gideon's Crossing                 | Dr. Alejandra Ollie Klein | főszereplő (20 epizód)                           |
| 2003–2004 | Ügyvédek                     | The Practice                      | Tara Wilson               | főszereplő (22 epizód)                           |
| 2004      | Spartacus                    | Spartacus                         | Varinia                   | - minisorozat - magyar hangja Kisfalvi Krisztina |
| 2004      | Boston Legal – Jogi játszmák | Boston Legal                      | Tara Wilson               | főszereplő (20 epizód)                           |
| 2005      | Kés/Alatt                    | Nip/Tuck                          | Kit McGraw                | visszatérő szereplő (5 epizód)                   |
| 2010      | Stargate Universe            | Stargate Universe                 | Kiva parancsnok           | 3 epizód                                         |
| 2010      | Titkok otthona               | The Gates                         | Claire Radcliff           | főszereplő (13 epizód)                           |
| 2012      | A Negociadora                | Crisis Point                      | Cameron Grainger          | tévéfilm                                         |
| 2012–2013 | Válaszcsapás                 | Strike Back                       | Rachel Dalton őrnagy      | állandó szereplő (14 epizód)                     |
| 2014–2015 | Az utolsó remény             | The Last Ship                     | Dr. Rachel Scott          | főszereplő (23 epizód)                           |
| 2017      | The Strain – A kór           | The Strain                        | Charlotte                 | 4 epizód                                         |
| 2018      | Supergirl                    | Supergirl                         | Mercy Graves              | visszatérő szereplő (4 epizód)                   |

## Diszkográfia
Stúdióalbumok
- Come Alive (1998)
- Female Icon (1999)

Kislemezek
- "Getting Naked" (1997)

## Fordítás
- Ez a szócikk részben vagy egészben  a   Rhona Mitra című angol Wikipédia-szócikk fordításán alapul.  Az eredeti cikk szerkesztőit annak laptörténete sorolja fel. Ez a jelzés csupán a megfogalmazás eredetét és a szerzői jogokat jelzi, nem szolgál a cikkben szereplő információk forrásmegjelöléseként.